# チャン・ジャヨン
チャン・ジャヨン（1980年1月25日 - 2009年3月7日）は、韓国の女優。

## 経歴
1999年に交通事故で両親を亡くし、姉や弟と共に暮らしてきた。
2006年にロッテ製菓のテレビコマーシャルに出演して、女優デビューを果たす。韓国放送公社のテレビドラマ『花より男子』に出演、ヒロインのクム・ジャンティ(ク・ヘソン)に敵対する女の子の三人組のうちの一人サニーを演じてブレイクした。自殺した時点で出演映画がすでに2本撮影されていたという。
友人や家族によると、チャンは契約会社との契約内容に納得していなかったと語っており、『花より男子』でヒロインをいじめる役柄を演じることに対しても不満を持っていたという。チャンは鬱を患い苦しんでおり、前年より投薬治療を受けていた。

## 自殺
2009年3月7日に『花より男子』の放映が終了する3週間前に京畿道城南市の盆唐区にある自宅で首を吊っているのが発見された。その日の午後3時30分に姉に電話をかけ、ストレスがたまっていると愚痴を漏らし、死にたいとも言っていたという。それが気になったチャンの姉は、電話を切った後にチャンの家に向かったものの、午後7時42分に到着した際には、既にチャンは自宅の階段の手すりに首を吊り死亡していた。その後、警察の捜査により自殺であると断定、死亡推定時刻は午後4時30分ごろと推定された。
その日、チャンのホームページには死を悼んだファンおよそ25万人が訪れたとされ、翌日にはさらに70万人もが訪れた。3月9日、ソウル大学病院に設けられているホールで葬儀が行われた。『花より男子』の共演者などが集まり哀悼された後に火葬が行われ、両親と同じ全羅北道の井邑市にある墓へと埋葬された。
自殺する1週間前にはマネージャーに手紙を渡しており、それによれば、所属事務所から番組プロデューサーや番組の広告主である企業の重役に対して接待を強要されていたとされている。手紙には彼らの実名が記載されていたほか、接待の内容としてゴルフや酒の席などのみならず、性上納（枕営業、性的接待）をも強要されていたと綴られている。これに対してチャンの所属事務所側は「ありえない」と否定をしている。これらのニュースがテレビで放送された後、チャンの元マネージャーは自宅で自殺を図っているものの、病院に運ばれ未遂に済んでいる。事務所の代表に対しては4月2日に逮捕状が出された。2009年4月13日、
韓国警察は「チャンさんの所属事務所の社長で日本に滞在している韓国人に対する、犯罪人引渡し条約に基づく引渡し要請書が、在日韓国大使館を通じて日本政府に受理された」と発表した。
6月24日、日本に逃亡していたキム容疑者は逮捕され、韓国に強制送還されたが7月22日には出席保証金2億ウォンを納入する条件で釈放されている。
そして、水原地検城南支部は8月19日に前代表キム容疑者と元マネージャーのユ・ジャンホ容疑者を在宅起訴したことで事件の捜査を終結させたと発表した。キム容疑者については脅迫的な電話をかけたとして暴行・脅迫罪として起訴されたが暴行や脅迫による強要は認められず、証拠も見つからなかったとして強要罪は不起訴とした。ユ・ジャンホ容疑者についてはキム容疑者を“公共の敵”と呼ぶことにより名誉を傷付けた疑いがあると発表。また、接待を強要したとされた事件捜査対象者20人の中で7人を起訴意見、残り13人を不起訴意見とし、特別な問題意識なしに慣行的に行為をした（つまり、いつもよくあることなので誰のことやらいつのことやらわからない）当事者らの記憶が薄れており客観的資料も大部分滅失されたとして、容疑を立証できる証拠もないため全員不起訴と発表した。
2011年3月16日、チャンのものと思われていたメモの原本を筆跡鑑定したところ本人の筆跡と合致しないと韓国の国立科学捜査研究員が発表、捜査当局が筆跡鑑定した結果、チャンの幼なじみと称する男性の筆跡と一致したと発表した。

## 国会の対応
- 2009年4月6日、朝鮮日報役員の名前がチャン・ジャヨン文書に記載されていることを民主党国会議員李鍾杰と民主労働党国会議員李正姫が暴露した[11][12]。4月10日、朝鮮日報は両議員及びインターネットメディアの代表取締役を告訴し、4月13日にはソウル中央地検により捜査が付託された[12]。同日、国会の行政安全委員会で警察庁長官が文書に朝鮮日報の幹部が記載されていることを認めた[13]。
- 2009年4月13日、国会の行政安全委員会で警察庁長官は「警察の名誉を懸けて、チャンさんの事件について捜査を行っている」と述べている[8]。

## 2018年の再捜査で元朝鮮日報記者を起訴
2018年、＃MeToo運動が盛り上がる中、チャン・ジャヨン自殺事件の再捜査・真相解明を求める国民の声が高まり、3月25日には事件の再捜査を求める大統領府国民請願の参加者が22万人を超えた。4月2日、法務部（日本の法務省に相当する）の検察過去史委員会は再調査対象事件に選定した。
4月18日には、事件の捜査に朝鮮日報社が圧力をかけていたとの元スポーツ朝鮮社長の証言が報じられた。
5月28日、検察過去史委員会は、かつての捜査は「一貫性がある核心的な目撃者の供述を排斥したまま、信ぴょう性が不足した酒の席の同席者の陳述を根拠に不起訴処分した」として検察に再捜査を勧告した。
6月26日、ソウル中央地検の女性児童犯罪調査部は、「再捜査の結果、事件の核心的で本質的な部分について、目撃者の供述が一貫しており、目撃者の供述を信じられるような状況が発見された」として、元朝鮮日報記者のチョ容疑者を強制わいせつ罪で在宅起訴した。チョ容疑者は、2004年の国会議員総選挙にハンナラ党から出馬したが落選した人物だという（2004年国会議員総選挙当時のハンナラ党代表は朴槿恵）。